# هارولد ألين (لاعب كريكت)
هارولد ألين (بالإنجليزية: Harold Allen)‏ (13 أكتوبر 1886 في نيوزيلندا - 9 يوليو 1939 في أستراليا) هو لاعب كريكت أسترالي. لعب مع فريق تسمانيا للكريكت.

## وصلات خارجية
- هارولد ألين (لاعب كريكت) على موقع إي آس بي آن كريك إنفو (الإنجليزية)